# 148 km (obwód kałuski)
148 km (ros. 148 км) – przystanek kolejowy w miejscowości Zielonyj, w okręgu miejskim Kaługa, w obwodzie kałuskim, w Rosji. Położony jest na linii Wiaźma – Kaługa.